# Anatahan
Anatahan est une île volcanique des îles Mariannes du Nord. Le volcan a deux pics avec un terrain plat couvert d'herbes. Les pentes de l'île sont abruptes et sillonnées par des gorges plantées de hautes herbes.
L'île est particulièrement connue au Japon pour avoir abrité un groupe de trente-trois Japonais refusant de croire à la reddition de leur pays. Après que treize hommes furent morts ou portés disparus à la suite de conflits tournant autour de la seule femme du groupe, les rescapés furent évacués en 1951. Le film japonais de 1953 Fièvre sur Anatahan dirigé par Josef von Sternberg s'inspire de l'affaire.

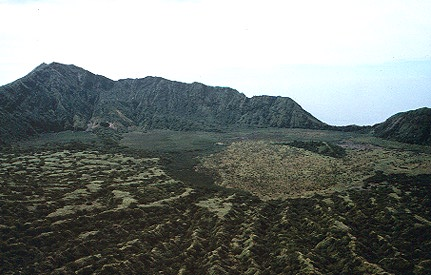
Vue de l'intérieur de la caldeira.

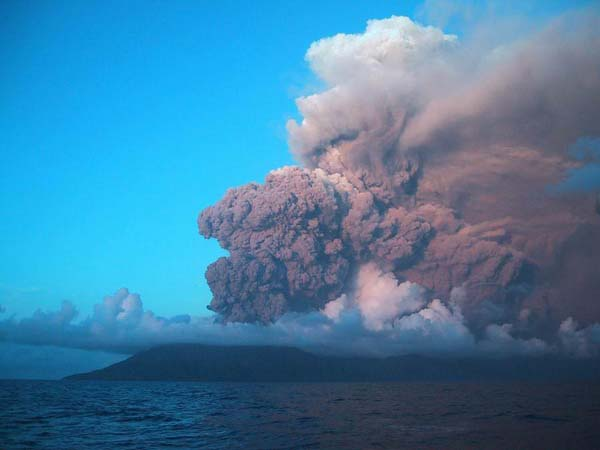
L'Anatahan en éruption en 2003.